# كيفن سوتر
كيفن سوتر (بالإنجليزية: Kevin Souter)‏ هو لاعب كرة قدم بريطاني في مركز الوسط، ولد في 7 يناير 1984 في Portsoy ‏ في المملكة المتحدة. لعب مع سبورتينغ كانساس سيتي ونادي أبردين ونادي العقبان البيضاء الصربية.

## وصلات خارجية
- كيفن سوتر على موقع الدوري الأمريكي (الإنجليزية)
- كيفن سوتر على موقع قاعدة بيانات كرة القدم.إي يو (الإنجليزية)
- كيفن سوتر على موقع Soccerbase.com (لاعب) (الإنجليزية)